# Dorsifulcrum
Dorsifulcrum is een geslacht van vlinders van de familie spanners (Geometridae), uit de onderfamilie Ennominae.

## Soorten
- D. acutum Herbulot, 1979
- D. albescens Herbulot, 1979
- D. bicolor Herbulot, 1979
- D. canui Herbulot, 1998
- D. cephalotes (Walker, 1869)
- D. excavatum Herbulot, 1979
- D. fuscum Herbulot, 1979
- D. latum Herbulot, 1979
- D. meloui Herbulot, 1979
- D. mus Herbulot, 1979
- D. pinheyi Herbulot, 1979
- D. reductum Herbulot, 1979
- D. reflexum Herbulot, 1979
- D. rotundum Herbulot, 1979
- D. xeron Herbulot, 1979